# Quatuor à cordes no 15 de Chostakovitch
Pour les articles homonymes, voir Quatuor à cordes no 15.

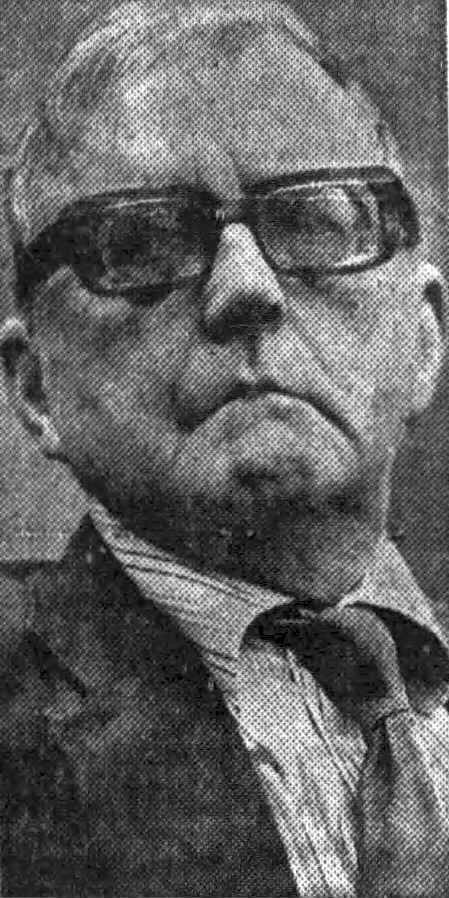
Portrait de Dmitri Chostakovitch (20 juin 1973).

Le Quatuor à cordes no 15 en mi bémol mineur (opus 144) est une œuvre de musique de chambre composée par Dmitri Chostakovitch en 1974.

## Historique
Cette œuvre, de l'aveu même du compositeur, ne fait aucune place à l'auditeur pour devenir une introspection : « Il faut le jouer de telle sorte que les mouches tombent mortes du plafond et que les spectateurs commencent à sortir de la salle par pur ennui. » Elle est considérée comme le Requiem du compositeur.
L'œuvre, achevée le 17 mai 1974, a été créée le 15 novembre 1974 par le Quatuor Taneyev à Léningrad. Il s'agit d'un des deux seuls quatuors de Chostakovitch, avec le Premier Quatuor, qui n'ont pas été créés par le Quatuor Beethoven.

## Structure
Le quatuor est composé de six mouvements lents, qui s'enchaînent sans coupures et tous marqués Adagio :
1. Élégie : Adagio - attacca
2. Sérénade : Adagio - attacca
3. Intermezzo : Adagio - attacca
4. Nocturne : Adagio - attacca
5. Marche funèbre : Adagio molto - attacca
6. Épilogue : Adagio - Adagio molto

Telle une lamentation fuguée, Élégie est un fugato dont le caractère résolument immobile de l'écriture brouille la perception. Le temps semble s'arrêter, et la mélodie et l'harmonie ont un caractère résolument russe. La Sérénade est précédée d'une succession de cris émis par chaque instrument l'un après l'autre, alternant avec une macabre sérénade qui finit par se perdre dans une pédale à peine audible du violoncelle. Ce second mouvement est composé de douze sons pris sur une échelle dodécaphonique, suivis par une valse gauche. L'Intermezzo explose tout à coup mais se calme tout aussi vite. Vient ensuite le Nocturne, dont la plaintive mélodie est d'une douceur amère. Vers la fin, les quatre instruments s'unissent avec ardeur pour la Marche funèbre, dont le rythme pointé est martelé par les quatre instruments à l'unisson et se développe en longues lignes jusqu’à la perte de toute notion de structure. La majeure partie du mouvement est entièrement solo, chaque fragment étant ponctué par le rythme de la marche, sorte de refrain. Le finale semble n'être plus de ce monde, faisant entendre une succession d'étranges marmottements, tapotements, gémissements et tremblements. Tel un spectre symbolique de la mort, le trille en demi-tons mène au dernier chant, jusqu'au néant.
L'œuvre n'est composée que de mouvements lents, où ne coulent qu'amertume, tristesse et abattement. Le quatuor semble tout entier composé autour du rythme de dactyle ; l’Élégie et l’Épilogue rejoignent (dans une version singulièrement ralentie) le thème de Franz Schubert du quatuor La Jeune Fille et la Mort.

## Discographie sélective
- Quatuor Borodine, intégrales des quatuors à cordes de Chostakovitch, chez Melodiya / BMG, 1997.